# Claremont Isles National Park
Claremont Isles National Park är en park i Australien. Den ligger i delstaten Queensland, omkring 1 800 kilometer nordväst om delstatshuvudstaden Brisbane. Claremont Isles National Park ligger 10 meter över havet. Den ligger på ön Burkitt Island.
Trakten är glest befolkad. Det finns inga samhällen i närheten.